# Schlüterbrotfabrik
Die Schlüterbrotfabrik war ein 1913 gegründetes Unternehmen für Backmittel, Vollkornmehl und Backwaren mit Großbäckereien in Dresden, Hamburg und Berlin. Besondere Bekanntheit erlangte das von Firmengründer Theodor Schlüter entwickelte Schlüterbrot, welches als das erste Vollkornfeinbrot gilt. Während der Berlin-Blockade gehörte die Schlüterbrotfabrik zu den wenigen Großbäckereien in West-Berlin und hatte einen wesentlichen Anteil bei der Versorgung der Bevölkerung mit Brot.

## Geschichte
Im Jahr 1890 entwickelte der Mühlenfachmann Theodor Schlüter (Jr.) aus Förderstedt bei Magdeburg ein Verfahren, bei dem unter Druck mit Wasserdampf die Nährstoffe der Roggenspeisekleie verdaulich gemacht werden konnten. Dieses sogenannte Schlüterverfahren wurde von ihm zwischen 1904 und 1909 international zum Patent angemeldet. Für England und Frankreich erfolgten die Anmeldungen auch adaptiert auf Kartoffeln, Reis und Nüsse zusammen mit dem Landsberger Maschinenbaufabrikanten Hermann Pauksch. Auf Basis seiner Erfindung entwickelte Theodor Schlüter infolge das dunkle Schlüter-Roggenmehl und daraus Rezepte für Vollkornbrote. Dieses Schlüterbrot wurde in den Anfangsjahren von verschiedenen Bäckereibetrieben wie beispielsweise der Bornheimer Brotfabrik in Lizenz gebacken und als Schlüterbrot DRP beworben.
Als Witwer mit zwei Söhnen heiratete Theodor Schlüter 1911 die Schriftstellerin Margarete Böhme und zog nach Berlin. Von dort gründete er 1913 zusammen mit Werner und Konrad Schütt, Mühlenunternehmer aus Berlin, sowie dem Getreideexperten Paul Mancke die Schlüterbrotfabrik Dresden GmbH. Mit dieser errichtete er bis 1914 in der Zwickauer Straße 52 in Dresden-Plauen eine industrielle Brotbäckerei und entwickelte sein Schlüterbrot zur Produktionsreife. In Folge gehörte Schlüterbrot im Ersten Weltkrieg zu den zur Verwendung empfohlenen Broten. Ab 1918 firmierte in Berlin Alt-Moabit 91 zusätzlich die Schlüterbrotfabrik GmbH mit Geschäftsführer Paul Mancke.
1922 heiratete Theodor Schlüters Sohn Theodor Wilhelm die Tochter aus erster Ehe von Margarete Böhme, zog zu ihr nach Hamburg-Othmarschen und eröffnete 1923 in der Altonaer Holstenstraße 79–81 die Schlüterbrotfabrik Th. Schlüter & Co. Etwa zeitgleich übernahm Theodor Schlüters zweiter Sohn Hans Schlüter den Betrieb in Dresden. Ab 1926 firmierte unter der Adresse der Dresdener Brotfabrik auch die Theodor Schlüter sen. Spezialmehlfabrik, die fortan das Schlüter-Roggenmehl und andere Backmittel herstellte und vertrieb sowie in den Folgejahren weitere Entwicklungen patentieren ließ.
Ab 1927 erfolgte in Berlin-Schöneberg der Bau einer neuen Brotfabrik, die im April 1928 unter der Adresse Eresburgstraße 24–26 ihren Betrieb aufnahm. 1930 starb Theodor Schlüter und Margarete Böhme ging zurück nach Hamburg zu Tochter und Schwiegersohn, wo sie 1939 starb.
Im Zweiten Weltkrieg produzierte die Spezialmehlfabrik in Dresden unter anderem Produkte aus Kartoffelstärke sowie Viehfutter aus fermentiertem Roggenschrot. Die Schlüterbrotfabrik in Hamburg, direkt neben dem Hochbunker Altona gelegen, wurde im Rahmen der Operation Gomorrha in der Nacht vom 24. auf den 25. Juli 1943 von Bomben getroffen, konnte den Betrieb aber wieder aufnehmen. Die Fabrik in Plauen wurde bei den Luftangriffen auf Dresden vom 13. zum 15. Februar 1945 zwar nicht zerstört, ihre Spur verliert sich aber nach der russischen Besetzung. Die Fabrik in Schöneberg wurde im Krieg hingegen schwerer beschädigt und nach Kriegsende von den Mitarbeitern binnen fünf Wochen wieder in Betrieb genommen. Sie war einer der wenigen Betriebe, welche die Versorgung der Bevölkerung Berlins mit Brot zu dieser Zeit sicherstellten, und gehörte während der Berlin-Blockade vom 24. Juni 1948 bis 12. Mai 1949 zu den Betrieben in der sogenannten Ausnahmeschaltung bei der Stromversorgung.
Anfang 1952 schloss sich die Schlüterbrotfabrik GmbH mit der in der benachbarten Germaniastraße 45–46 gelegenen Bärenbrot GmbH zu einer Interessengemeinschaft zusammen. In Folge wurden 100 Arbeiter entlassen, was das Zentralorgan der DDR Neues Deutschland in einer propagandistischen Meldung thematisierte. 1954 fusionierten dann Schlüterbrotfabrik und Bärenbrot zur Schlüterbrot und Bärenbrot GmbH & Co. KG, die in den Folgejahren systematisch ausgebaut wurde. Eine automatische Brotstraße sowie eine automatische Brötchenstraße mit sechs neuen Tunnelöfen wurden in Betrieb genommen. Zu dieser Zeit belieferte Schlüterbrot mit eigenen Fahrzeugen täglich etwa 2500 Verkaufsstellen in West-Berlin.
Zum Ende des Jahres 1958 hatte die Schlüterbrotfabrik in Hamburg der Belegschaft gekündigt und wollte den Betrieb einstellen. Nach Verhandlungen mit der Gewerkschaft Nahrung-Genuss-Gaststätten wurde der Betrieb durch die Kieler Firma H.J Lembke übernommen und als Brotfabrik H.J Lembke weitergeführt.
In den 1960er Jahren übernahm die Ollrogge & Co. Schlüterbrot Betriebs- und Verwaltungs KG mit Sitz in Berlin 33 % der Anteile bei Schlüterbrot und Bärenbrot und Hansjürgen Ollrogge wurde geschäftsführender Gesellschafter. Im Rahmen dieser Übernahme wurde das Unternehmen umfirmiert in eine GmbH & Co KG und zum 2. April 1965 mit der Schlüterbrot GmbH eine eigene Vertriebsgesellschaft gegründet.
In den 1980er Jahren setzte das Unternehmen durch die Akquise namhafter Lebensmitteldiscounter zunehmend auf Großkunden. Zur Erweiterung des Angebotes wurde im Januar 1992 in Potsdam die Schlüterbrot GmbH & Co. Märkische Backwaren KG gegründet und eine Kuchenstraße in Betrieb genommen. Nach dem Wegfall eines Kunden mit alleine 25 % Auftragsvolumen musste für Schlüterbrot und Bärenbrot 1993 beim Amtsgericht Charlottenburg Insolvenz angemeldet werden. Das Unternehmen erwirtschaftete zu diesem Zeitpunkt mit 550 Mitarbeitern etwa 80 Millionen DM Umsatz. Im Rahmen des folgenden Insolvenzverfahrens wurde das Unternehmen zerschlagen. Die Schlüterbrot GmbH mit Sitz in Potsdam wurde mit Ingrid Schlüter als Geschäftsführerin Kommanditistin der Schlüterbrot Märkische Backwaren. Die Berliner Schlüterbrotfabrik wurde in die am 10. September 1994 in das Handelsregister eingetragene Schlüterbrot GmbH Berlin überführt und von einem Konsortium aus der zum französischen Saatgutkonzern Limagrain gehörenden Jaquet SA sowie Dagmar Stehr, die zuvor Prokuristin der Märkische Backwaren war, mit einer Minderheitsbeteiligung von 20 % als geschäftsführende Gesellschafterin übernommen.
Am 9. April 1997 schied Ingrid Schlüter aus dem Potsdamer Betrieb aus und die Produktion wurde eingestellt. Das Unternehmen wurde 1998 von der Berliner Benno Vermögensverwaltungs GmbH (Freizeitpark Drewitz) übernommen, um mit Projektentwickler Ulrich Weber als Geschäftsführer die Immobilie zu verwerten. Zum 30. Juni 2002 wurde für die Schlüterbrot GmbH Berlin Insolvenz angemeldet und auch die Produktion in Schöneberg eingestellt.
2009 erwarb der Berliner Projektentwickler psg property service group das 19.000 m² große Gelände der Schöneberger Schlüterbrotfabrik von der BAG Bankaktiengesellschaft und wandelte es bis April 2011 in ein Büro- und Geschäftshaus um. Die Schlüterbrot GmbH & Co. Märkisch Backwaren KG, Potsdam des Projektentwickler Benno ging 2013 in die Insolvenz.

## Historische Spuren

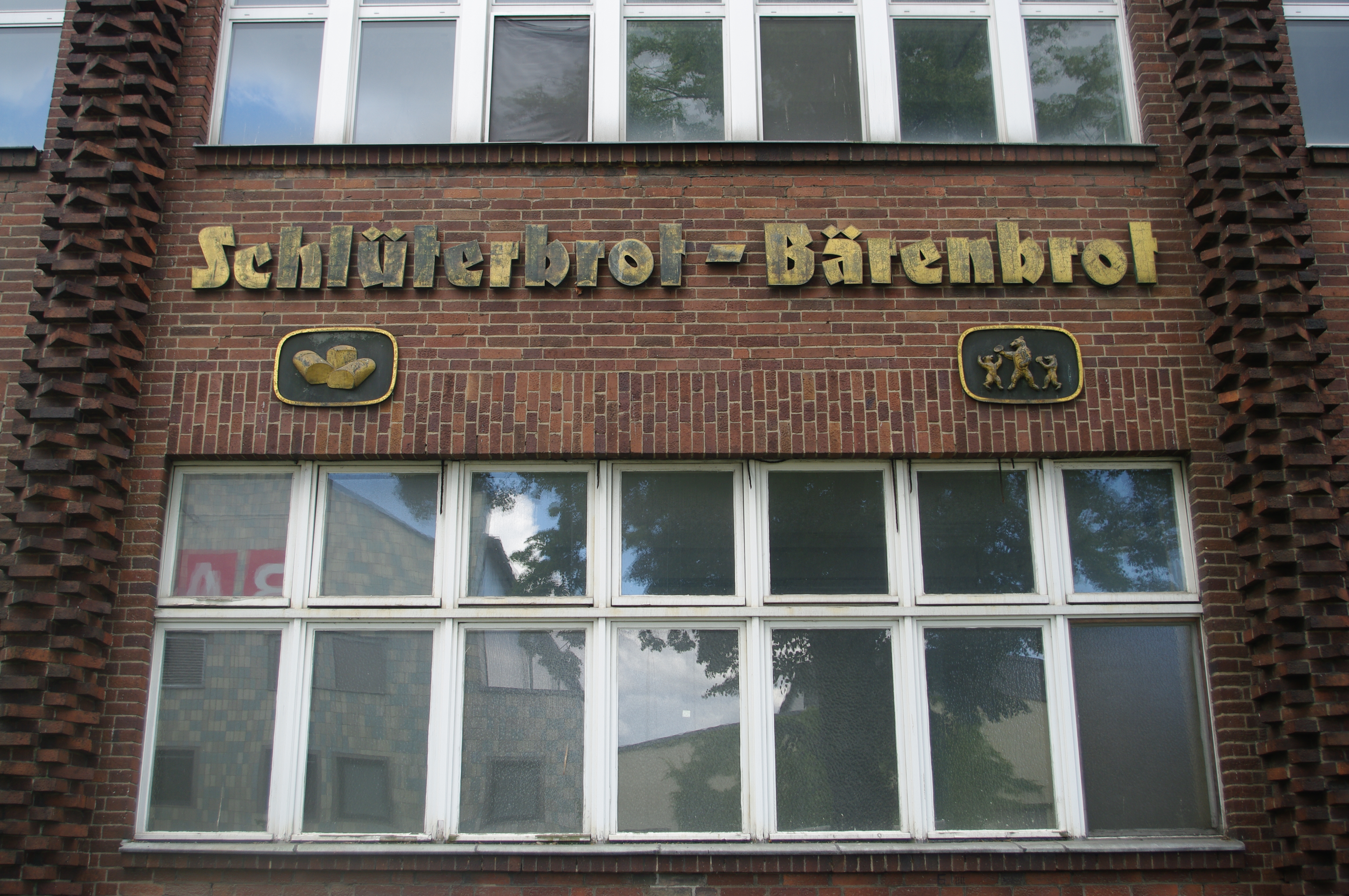
Schlüter-Brotfabrik

- Schlüter-Brotfabrik, Eresburgstraße 24–29 in Berlin-Tempelhof, heute Schöneberg. Erbaut 1927–1928 nach Entwürfen des Berliner Architekten Bruno Buch als Großbäckerei. Das Gebäude wird heute als Büro- und Geschäftshaus genutzt und steht unter Denkmalschutz.[31][32]
- Theodor Schlüter sen. Spezialmehlfabrik und Brotfabrik Theodor Schlüter sen. Zwickauer Straße 52 in Dresden-Plauen. Erbaut 1914 inmitten der Universelle-Werke Dresden und direkt gegenüber der Feldschlößchen Brauerei. Ab 1946 vermutlich Teil der VEB Universelle-Werke Dresden.[5]
- Die Autorin Margarete Böhme war die Ehefrau von Firmengründer Theodor Schlüter und verarbeitete ihre Erfahrungen in der Brotfabrik in ihrem 1925 in Berlin erschienenen Buch Die Maienschneider, in dem es unter anderem um die Einführung eines gesunden, dunklen Vollkornbrotes geht.[33]
- Auf noch heute bei Sammlern erhaltenen Bestellpostkarten der Firma Theodor Schlüter sen., Dresden A., Zwickauer Straße 52 aus den 1930er Jahren werden Rapidsauer, Qryzafarin, T-Mal T Malzmehl sowie Schlüter-Roggenmehl angeboten.
- Auf noch heute bei Sammlern und in Museen erhaltenen Werbemarken vom Verlag Selmar Bayer, Berlin wird unter anderem mit dem Slogan Wer krank und schwach ist, auch am Magen, kann bestens Schlüterbrot vertragen geworben und Schlüterbrot als erstes Vollkorn Feinbrot ab 1900 angeboten.[34]
- Neben dem Schlüterbrot wurden bei Theodor Schlüter sen. in Dresden zwischen 1932 und 1943 auch andere Verfahren entwickelt und patentiert. Darunter ein Verfahren zum Backen von Brot mit Hefe und Essig sowie 1943 zusammen mit Ernst Komm, Professor für Lebensmittelchemie an der Universität Dresden, ein veganer Bratling.[35][2][3]

## Veröffentlichungen
- Theodor Schlüter sen. Berlin, Hans Schlüter Dresden: Vom Brot - Eine allgemeinverständliche Erlüterung dieser wichtigen Ernährungsfrage. Lehmannsche Buchdruckerei, Dresden 1923.